# Pszichodiagnosztika
A pszichodiagnosztika (az ógörög ψυχή [pszükhé] „lélek” és διάγνωση [diágnose] – kórmegállapítás, kórisme szavak összetételéből) a pszichológia egy részterülete, amely olyan módszerek kidolgozásával és gyakorlati alkalmazásával foglalkozik, amelyek segítségével egy ember reakciómódjai, teljesítőképessége, és személyisége megismerhetővé válik.

## Módszerei
- anamnézis és exploráció
- szisztematikus megfigyelés
- különféle diagnosztikus tesztek

## Tesztalkotás
- Klasszikus Tesztelmélet
- Modern Tesztelmélet

### Teszttípusok
- pszichometrikus tesztek
- projekciós tesztek (pl. TAT - Tematikus Appercepciós Teszt, rajztesztek, történetbefejező teszt)
- teljesítmény tesztek (pl. intelligencia tesztek(IQ), (MAWI), színes Raven-gyerekeknek, standard Raven-felnőtteknek)

### A tesztek alkalmazásának irányzatai
- szelekciós célok
- predikció - előrejelzés
- kutatás eszközei

### Néhány ismertebb pszichológiai teszt
- Bender A és Bender B próba
- Goodenough- féle emberalak-ábrázolás teszt[2]
- Piaget-teszt
- Rey-Osterrieth Komplex Teszt (Gestalt-ábrákkal)
- színes és standard Raven (Raven's Advanced Progressive Matrices)
- Magyar Weschsler Gyermek Intelligencia teszt MAWI
- Rorschach teszt (projektív)
- Frostig teszt